# Assabu
Assabu (厚沢部町?) è una cittadina giapponese della prefettura di Hokkaidō.